# Peter Paul (Schauspieler, 1911)
Peter Paul (* 20. Februar 1911 in Berlin; † 5. Oktober 1985 in München) war ein deutscher Schauspieler.

## Leben
Nach dem Abitur besuchte er von 1932 bis 1934 die Schauspielschule des Deutschen Theaters in Berlin. In Goethes Faust debütierte er als Schüler 1934 am Stadttheater Elbing. Dort war er bis 1935 als jugendlicher Komiker engagiert.
Von 1935 bis 1937 war Paul am Stadttheater Glogau beschäftigt. Er spielte hier in Avery Hopwoods Der Mustergatte und als Babbs in Charleys Tante. 1937 wechselte er an das Meininger Theater, dem er bis 1940 angehörte. Hier verkörperte er 1938 in dem Lustspiel Flitterwochen von Paul Hellwig den Dr. Stiebel.
Von 1940 bis 1943 gehörte er als erster Charge dem Schauspielhaus Düsseldorf an. Die Zeit von 1941 bis 1945 verbrachte er als Soldat im Zweiten Weltkrieg und anschließender Gefangenschaft. Von 1945 bis 1946 wirkte er als Charakterkomiker in Eßlingen am Neckar.
1946 bis 1949 war er Ensemblemitglied beim Deutschen Theater Göttingen. Dort verkörperte er Kalb in Kabale und Liebe, Fluth in Die lustigen Weiber von Windsor, den Wirt in Minna von Barnhelm und Voigt in Der Hauptmann von Köpenick. 1949 bis 1950 spielte er am Staatstheater Wiesbaden und 1950 bis 1951 am Staatstheater Kassel. In Kassel war er als Loman in Tod eines Handlungsreisenden und als Malvolio in Was ihr wollt zu sehen.
Ab 1951 spielte Paul am Landestheater Hannover, zum Beispiel als John in Die Ratten, Lob in J. M. Barries Johannisnacht und Queeg in Die Caine war ihr Schicksal. Später war er Ensemblemitglied bei den Münchner Kammerspielen. Als Schauspiellehrer gab er seine Erfahrungen an junge Künstler weiter. Er arbeitete auch für den Rundfunk, den Film und das Fernsehen.
Peter Paul, der zuletzt in Unterhaching lebte, verstarb am 5. Oktober 1985 in München. Er wurde auf dem Friedhof am Perlacher Forst in einem Urnengrab beigesetzt.

## Filmografie
- 1949: Liebe 47
- 1949: Nachtwache
- 1958: Die Alkestiade
- 1958: Auferstehung
- 1960: Lampenfieber
- 1960: Bastien und Bastienne 1953 (4. Teil der Serie Am grünen Strand der Spree)
- 1960: Der Hauptmann von Köpenick
- 1960: Die Dame in der schwarzen Robe
- 1964: Gesucht: Reisebegleiter (Serie Das Kriminalmuseum)
- 1965: Das Feuerzeug (Serie Das Kriminalmuseum)
- 1966: Der Fall Jeanne d’Arc
- 1966: Der Fall Mata Hari
- 1966: Baumeister Solness
- 1966: Johannisnacht
- 1966: Tempelchen
- 1966: Sie schreiben mit – Der Unterschied (Fernsehserie)
- 1967: Der Schpunz
- 1967: Gottes zweite Garnitur
- 1968: Keine Angst vor der Hölle?
- 1968: Der Tod des Handlungsreisenden
- 1969: Der Rückfall
- 1969: Sag’s dem Weihnachtsmann
- 1970: Die Wesenacks
- 1972: Der Prozeß gegen die neun von Catonsville
- 1974: Cautio Criminalis oder Der Hexenanwalt
- 1977: Drei sind einer zuviel (Serie)

## Hörspiele
- 1950:  St. Nikolaus in Not (Knecht Ruprecht) – Regie: Eduard Hermann
- 1953: Wir bitten um ein Urteil (August-Wilhelm Oberspecht, Generalvertreter) – Regie: Heinrich Koch
- 1953: Der Mensch im Schilderhaus (Der Ertrinkende, dann der Gerettete) – Regie: Heinrich Koch
- 1953: Schreib weiter, Melone (Victor) – Regie: Cay Dietrich Voß
- 1954: Texas-Romanze (Prinzessin Majo Khin) – Regie: Kurt Reiss
- 1954: Der Brief des Königs (Der Arzt) – Regie: Cay Dietrich Voß
- 1955: Die Fischer von Jinjaboa (Johannes) – Regie: Hans Rosenhauer
- 1961: Der Strafrichter oder Die letzte Instanz (Gerichtsdiener) – Regie: Heinz-Günter Stamm
- 1981: Das Abgründige in Herrn Gerstenberg – Autor und Regie: Axel von Ambesser